# Podaca
Podaca är en turiststad mellan Makarska och Ploče på den dalmatiska kusten i Kroatien. Orten har 716 invånare som till största delen lever på turismen.
Uvala Podaca är en vik i Kroatien. Den ligger i den sydöstra delen av landet, 300 km söder om huvudstaden Zagreb. 

## Historia

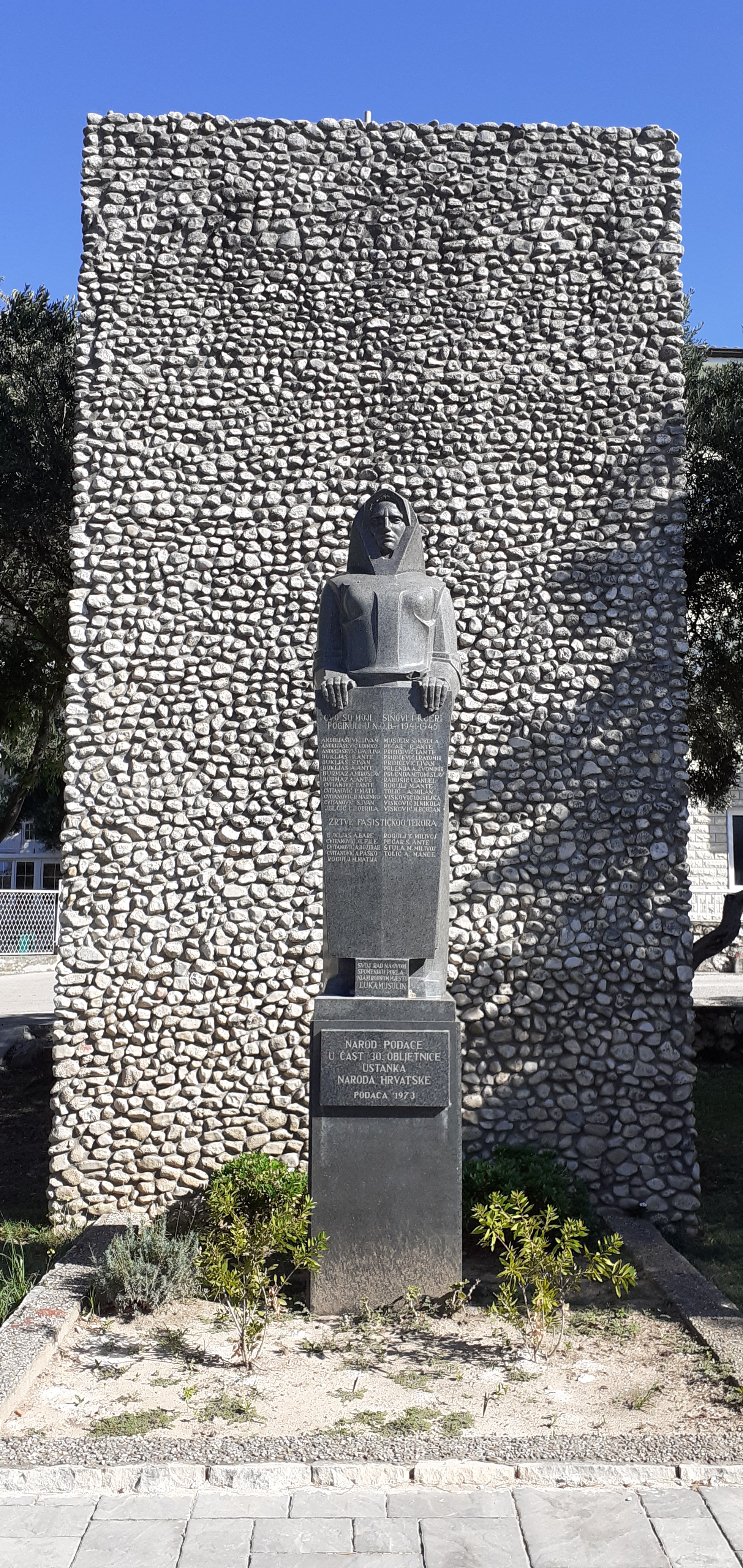
Monument till lokala offer för andra världskriget av Luka Musulin i Podaca

Staden grundades på en försvarbar plats på Biokovos bergiga sluttning. Det finns spår av mänskliga boningar från stenåldern, bland annat en stenklubba som användes för att krossa spannmål. Klubban förvaras i franciskanerklostret i Zaostrog. Många ruiner nedanför Biokovo vittnar om perioden med illyriska boningar från 2000 f.Kr. till första århundradet. Under romartiden administrerades området från Narona. Det finns många artefakter från den perioden, till exempel en trasig kruka med ett silvermynt med den romerske kejsaren Severus II, som hittades här.
Under 600- och 700-talen bosatte sig kroater i området. De grundade sina byar högt upp på bergstoppar för att få en mer försvarbar position och dra nytta av betet på bergen.
Under medeltiden var det konstant strider mellan kroater och venetianer. Kroaterna hade sin sjömilitära topp under Kačićdynastin, men vid deras fall 1280 upphörde också kroaternas dominans till sjöss. En av lämningarna från denna period är Sankt Ivans kyrka med familjen Kačićs gravar i Gornja Podaca.
Under andra världskriget dödades många av Podacas invånare i kampen mot fascismen eller som offer för regimen. Skulptören Luka Musulin (elev till den berömde Antun Augustinčić) tillverkade och gav som present till sin födelseort[6] en imponerande skulptur i mörk granit i överdimensionell storlek av en dalmatisk mor som håller en lista med deras namn.